# Pasi Aceh Tunong
Pasi Aceh Tunong is een bestuurslaag in het regentschap Aceh Barat van de provincie Atjeh, Indonesië. Pasi Aceh Tunong telt 486 inwoners (volkstelling 2010).